# کرم کندی
کرم کندی یک روستا در ایران است که در دهستان قشلاق جنوبی واقع شده‌است. کرم کندی ۷۸ نفر جمعیت دارد.